# The Embodied
The Embodied är ett svenskt metalband från Jönköping som bildades 2006. De beskriver sin musikstil som "en blandning av melodisk, klassisk heavy metal och death metal, fast med ren och uttrycksfull sång". Sedan starten har bandet haft framgångar både nationellt och internationellt. De har bland annat varit förband till Amon Amarth, Arch Enemy, Vicious Rumors, Engel, Bullet, Hellfueled, Astral Doors, TYR och Tokyo Blade.. Under 2011 släpptes bandets självbetitlade debutalbum av Pure Legend Records (Tyskland).

## Historik
Under 2005 bestämde sig barndomsvännerna Christoffer Melin (gitarr) och Jonathan Mortensen (gitarr) för att starta ett metalband. Tanken var att skapa ett sound som skulle attrahera lyssnare från olika genrer samt en mängd olika genrer inom metal. Året efter, 2006, släppte bandet sin första EP - Relativity Fade. Inom kort bokades bandet in som förband till bland andra Amon Amarth och TYR. Under 2008 rekryterades Axel Janossy (trummor). Resultatet blev ett tyngre och mer distinkt sound än tidigare. Idag består bandet av Marcus Thorell (sång), Jonathan Mortensen (gitarr), Christoffer Melin (gitarr), Agust Ahlberg (bas) och Axel Janossy (trummor).
The Embodied har därefter varit förband åt bland andra Tokyo Blade, Bullet, Hellfueled och Astral Doors. År 2009 släppte bandet sin andra EP - Chapter One, i samarbete med Andy La Rocque (känd som gitarrist i bland annat King Diamond och Death samt gästartist med bland andra Dimmu Borgir, At the Gates, Falconer och In Flames. Under samma år var The Embodied på turné i bland annat Ungern och Tyskland och uppträdde med band som Arch Enemy och Engel.
I maj 2013 åkte bandet ut på en Europaturné tillsammans med hårdrocksbandet Vicious Rumors, från USA . The Embodied turades om vara förband tillsammans med kanadensiska The Order of Chaos.
Några månader senare, i augusti 2013, spelade The Embodied som huvudband på Zorall Sörolimpia i Ungern, som första utländska band som gästat den stora festivalen.

## Skivdebuten
Bandets efterlängtade skivdebut blev verklighet den 28 oktober 2011. För produktionen stod även denna gång Andy La Rocque. Skivan spelades in i Sonic Train Studios. Det självbetitlade albumet har bland annat kallats för "Masterpiece" av Metal-temple.com och "One of the best debut albums of the year" av Lordsofmetal.nl

## Medlemmar
Nuvarande medlemmar
- Jonathan Mortensen – gitarr (2006– )
- Christoffer Melin – gitarr (2006– )
- Agust Ahlberg – basgitarr (2006– )
- Axel Janossy – trummor (2008– )
- Marcus Ehrenholm - sång (2018- )

Tidigare medlemmar
- Marcus Thorell - sång (2006–2016)
- Richard Ivarsson - trummor (2006)
- Emanuel "Manne" Ericsson – trummor (2006–2007)
- Lizette "Lizzy" Didriksson – sång (2017–2018)

## Diskografi
Studioalbum
- 2011 – The Embodied

Skivans spår
Information om titlar, längd och låtskrivare.
| Nr           | Titel                           | Kompositör                                     | Längd |
| ------------ | ------------------------------- | ---------------------------------------------- | ----- |
| 1.           | As I Speak                      | August Ahlberg / Axel Janossy / Marcus Thorell | 4:09  |
| 2.           | Dead Man Walkin'                | August Ahlberg / Axel Janossy / Marcus Thorell | 3:55  |
| 3.           | Shedding Skin                   | August Ahlberg / Axel Janossy / Marcus Thorell | 3:54  |
| 4.           | Born from Shadows               | August Ahlberg / Axel Janossy / Marcus Thorell | 5:14  |
| 5.           | Flawless                        | August Ahlberg / Axel Janossy / Marcus Thorell | 3:58  |
| 6.           | Prometheus Flame (Instrumental) | August Ahlberg / Axel Janossy / Marcus Thorell | 0:42  |
| 7.           | Northern Lights                 | August Ahlberg / Axel Janossy / Marcus Thorell | 4:32  |
| 8.           | Heaven Burns Tonight            | August Ahlberg / Axel Janossy / Marcus Thorell | 3.44  |
| 9.           | Deception                       | August Ahlberg / Axel Janossy / Marcus Thorell | 3:51  |
| 10.          | Light Up the Storm              | August Ahlberg / Axel Janossy / Marcus Thorell | 3:54  |
| Total längd: | Total längd:                    | Total längd:                                   | 37:53 |

- 2016 – Ravengod

EP
- 2006 – Relativity Fade (demo)
- 2009 – Chapter One